# Sinularia unilobata
Sinularia unilobata är en korallart som beskrevs av Thomson 1921. Sinularia unilobata ingår i släktet Sinularia och familjen läderkoraller. Inga underarter finns listade i Catalogue of Life.